# Terre d'enfance
Terre d'enfance est une organisation non gouvernementale(ONG) organisant des activités éducatives et ludiques en Afghanistan.

## Prise en otage de cinq employés de Terre d'enfance
Son activité sur le terrain a démarré en novembre 2003 dans la province de Nimroz, une province éloignée à l'extrême sud-ouest du pays.
Le 3 avril 2007, deux employés français, Éric Damfreville et Céline Cordelier, ainsi que leurs trois accompagnateurs afghans de l'organisation non gouvernementale(ONG) Terre d'enfance sont enlevés dans l'ouest du pays. Le lendemain les Talibans revendiquent l'enlèvement.
Le 20 avril, les Talibans menacent le gouvernement français d'exécuter les deux otages si les soldats français ne sont pas retirés d'Afghanistan dans une semaine.
Le 28 avril, Céline Cordelier est libérée.
Le 5 mai 2007, les Talibans repoussent l'ultimatum pour la libération du deuxième otage français Éric Damfreville jusqu'à la fin de l'élection présidentielle française.
Le 11 mai, Éric Damfreville est libéré dans un état de grande fatigue et il est rapatrié en France dès le lendemain.
Le 26 mai, les trois otages afghans sont libérés.